# Нижньодонський
Нижньодонський — селище в Октябрському районі Ростовської області Росія. Входить до складу Краснолуцького сільського поселення .
Населення — 1167 осіб (2010 рік).

## Географія
Селище Нижньодонський розташовано над річкою Керчик на південний схід від міста Шахти. У селищі до Керчика впадають справа Команова й Потераєва (Шестирубіжна) балки.

### Вулиці
| - вул. Східна, - вул. Дружби, - вул. Зарічна, - вул. Клубна, - вул. Леніна, - вул. Меліховська, - вул. Молодіжна, | - вул. Набережна, - вул. Нагірна, - вул. Підгірна, - вул. Садова, - вул. Шкільна, - вул. Ювілейна - пер. Центральний. |

## Історія
За радянської влади тут було селище молочно-племінного радгоспу Придонське.